# Marathon van Rome

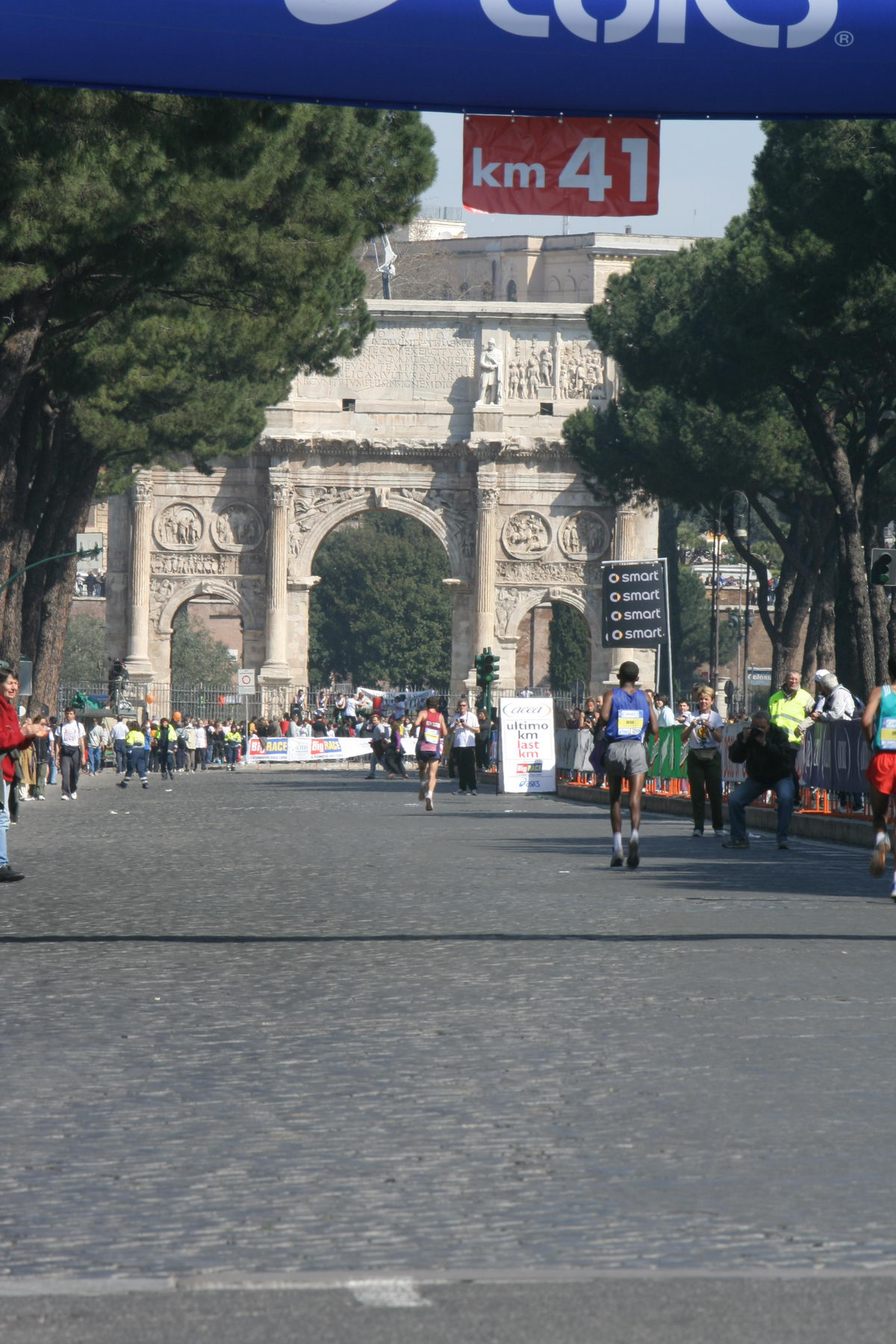
Tijdens de wedstrijd van 2006

De marathon van Rome (Italiaans: Maratona della Città di Roma) is een wedstrijd over de marathon (42,195 km), die jaarlijks in Rome wordt gehouden. Sinds 1995 vindt de wedstrijd plaats op een zondag in de maand maart. Met bijna 14.000 gefinishten in 2016 behoort de wedstrijd tot de negen grootste marathons in Europa. Tijdens dit evenement staat ook de Stracittadina Fun Run (4 km) op het programma, die wordt gelopen door 40.000 deelnemers. Deze loop wordt kort na de marathon gestart.
Voor de marathon van Rome werden er twee andere evenementen gehouden, namelijk de Stadmarathon (1982-1991) en in november de Romacapitale Marathon (1988 - 1990). In 1985 was Rome het toneel van de Europacupwedstrijd. Sinds 2004 staat er een handbike- en rolstoelwedstrijd op het programma. In 2007 werd 61.000 dollar uitbetaald voor de snelste man en vrouw.
De editie van 2020 werd afgelast vanwege het rondwarende coronavirus in Italië.

## Parcoursrecord
- Mannen: 2:06.24 - Asbel Ruto  Kenia (2024)
- Vrouwen: 2:22.53 - Galina Bogomolova  Rusland (2008)

## Top 10 finishtijden
Met een gemiddelde tijd van 2:07.24 over de snelste tien finishtijden ooit gelopen bij deze wedstrijd staat de marathon van Rome niet op de Lijst van snelste marathonsteden.
| Rang | Naam              | Land | Tijd    | Jaar | Plek |
| ---- | ----------------- | ---- | ------- | ---- | ---- |
| 1    | Asbel Ruto        | KEN  | 2:06.24 | 2024 | 1    |
| 1    | Fikre Bekele      | ETH  | 2:06.48 | 2022 | 1    |
| 2    | Tadesse Mamo      | ETH  | 2:07.04 | 2022 | 2    |
| 3    | Othmane El Goumri | MAR  | 2:07.16 | 2022 | 3    |
| 4    | Benjamin Kiptoo   | KEN  | 2:07.17 | 2009 | 1    |
| 5    | Shure Kitata      | ETH  | 2:07.30 | 2017 | 1    |
| 1    | Allam Taoufik     | MAR  | 2:07.42 | 2023 | 1    |
| 6    | Negari Terfa      | ETH  | 2:07.56 | 2013 | 1    |
| 1    | Brian Kipsang     | KEN  | 2:07.56 | 2024 | 2    |
| 7    | Alberico Di Cecco | ITA  | 2:08.02 | 2005 | 1    |

(bijgewerkt t/m 2024)

## Uitslagen
| Editie | Datum             | Snelste man                          | Land                                 | Tijd                                 | Snelste vrouw                        | Land                                 | Tijd                                 |
| ------ | ----------------- | ------------------------------------ | ------------------------------------ | ------------------------------------ | ------------------------------------ | ------------------------------------ | ------------------------------------ |
| 28     | 19 maart 2023     | Taoufik Allam                        | Marokko                              | 2:07.43                              | Betty Chepkwony                      | Kenia                                | 2:23.02                              |
| 27     | 27 maart 2022     | Fikre Bekele                         | Ethiopië                             | 2:06.48                              | Sechale Dalasa                       | Ethiopië                             | 2:26.09                              |
| 26     | 19 september 2021 | Clement Langat                       | Kenia                                | 2:08.23                              | Peris Jerono                         | Kenia                                | 2:29.29                              |
| -      | 2020              | Geanuleerd vanwege de coronapandemie | Geanuleerd vanwege de coronapandemie | Geanuleerd vanwege de coronapandemie | Geanuleerd vanwege de coronapandemie | Geanuleerd vanwege de coronapandemie | Geanuleerd vanwege de coronapandemie |
| 25     | 7 april 2019      | Tebalu Zawude                        | Ethiopië                             | 2:08.37                              | Alemu Megertu                        | Ethiopië                             | 2:22.52                              |
| 24     | 8 april 2018      | Cosmas Birech                        | Kenia                                | 2:08.03                              | Rahma Tusa                           | Ethiopië                             | 2:23.46                              |
| 23     | 2 april 2017      | Shura Kitata                         | Ethiopië                             | 2:07.30                              | Rahma Tusa                           | Ethiopië                             | 2:27.23                              |
| 22     | 10 april 2016     | Kipruto Amos                         | Kenia                                | 2:08.12                              | Rahma Tusa                           | Ethiopië                             | 2:28.49                              |
| 21     | 22 maart 2015     | Abebe Negewo Degefa                  | Ethiopië                             | 2:12.23                              | Meseret Kitata Tolwak                | Ethiopië                             | 2:30.25                              |
| 20     | 23 maart 2014     | Hailu Shume Legesse                  | Ethiopië                             | 2:09.47                              | Ayelu Lemma Geda                     | Ethiopië                             | 2:34.49                              |
| 19     | 17 maart 2013     | Negari Terfa                         | Ethiopië                             | 2:07.56                              | Helena Kirop                         | Kenia                                | 2:24.40                              |
| 18     | 18 maart 2012     | Luka Kanda                           | Kenia                                | 2:08.04                              | Hellen Kimutai                       | Kenia                                | 2:31.11                              |
| 17     | 20 maart 2011     | Dickson Chumba                       | Kenia                                | 2:08.45                              | Dado Firehiwot                       | Ethiopië                             | 2:24.13                              |
| 16     | 21 maart 2010     | Gena Siraj                           | Ethiopië                             | 2:08.39                              | Dado Firehiwot                       | Ethiopië                             | 2:25.28                              |
| 15     | 22 maart 2009     | Benjamin Kiptoo                      | Kenia                                | 2:07.17                              | Firehiwot Dado                       | Ethiopië                             | 2:27.08                              |
| 14     | 16 maart 2008     | Yego Jonathan                        | Kenia                                | 2:09.57                              | Galina Bogomolova                    | Rusland                              | 2:22.53                              |
| 13     | 17 maart 2007     | Kemboi Chelimo                       | Kenia                                | 2:09.36                              | Souad Aït Salem                      | Algerije                             | 2:25.08                              |
| 12     | 26 maart 2006     | David Mandago                        | Kenia                                | 2:08.38                              | Tetjana Hladyr                       | Oekraïne                             | 2:25.44                              |
| 11     | 13 maart 2005     | Alberico Di Cecco                    | Italië                               | 2:08.02                              | Silvia Skortsova                     | Rusland                              | 2:27.59                              |
| 10     | 28 maart 2004     | Ruggiero Pertile                     | Italië                               | 2:10.12                              | Ornella Ferrara                      | Italië                               | 2:27.49                              |
| 9      | 23 maart 2003     | Frederick Cheruiyot                  | Kenia                                | 2:08.47                              | Gloria Marconi                       | Italië                               | 2:29.35                              |
| 8      | 24 maart 2002     | Vincent Kipsos                       | Kenia                                | 2:09.30                              | Maria Cocchetti                      | Italië                               | 2:33.06                              |
| 7      | 25 maart 2001     | Henry Kipkosgei                      | Kenia                                | 2:11.33                              | Maria Guida                          | Italië                               | 2:30.42                              |
| 6      | 1 januari 2000    | Josephat Kiprono                     | Kenia                                | 2:08.27                              | Tegla Loroupe                        | Kenia                                | 2:32.04                              |
| 5      | 21 maart 1999     | Philip Tanui                         | Kenia                                | 2:09.56                              | Maura Viceconte                      | Italië                               | 2:29.36                              |
| 4      | 29 maart 1998     | Stefano Baldini                      | Italië                               | 2:09.33                              | Franca Fiacconi                      | Italië                               | 2:28.12                              |
| 3      | 16 maart 1997     | Dube Jillo                           | Ethiopië                             | 2:13.03                              | Jana Salumae                         | Estland                              | 2:31.41                              |
| 2      | 24 maart 1996     | Moges Taye                           | Ethiopië                             | 2:12.02                              | Fatuma Roba                          | Ethiopië                             | 2:29.05                              |
| 1      | 12 maart 1995     | Belayneh Tadesse                     | Ethiopië                             | 2:10.13                              | Elena Sipatova                       | Rusland                              | 2:37.46                              |
|        | 1 april 1991      | Marco Milano                         | Italië                               | 2:14.22                              | Fabiola Oppliger                     | Zwitserland                          | 2:39.31                              |
|        | 22 april 1990     | Tadesse Gebre                        | Ethiopië                             | 2:10.28                              | Silvana Cucchietti                   | Italië                               | 2:34.21                              |
|        | 1 maart 1989      | Guido Gennicco                       | Italië                               | 2:20.43                              | Pascaline Wangui                     | Kenia                                | 2:46.28                              |
|        | 25 april 1988     | Sam Ngatia                           | Kenia                                | 2:16.46                              | Fabiola Paoletti                     | Italië                               | 2:48.45                              |
|        | 1 maart 1987      | Gelindo Bordin                       | Italië                               | 2:16.03                              | Maria Araneo                         | Italië                               | 2:56.00                              |
|        | 1 maart 1986      | Osvaldo Faustini                     | Italië                               | 2:16.03                              | Katherine Gregory                    | Verenigde Staten                     | 3:23.43                              |
|        | 15 september 1985 | Mauro Pappacena                      | Italië                               | 2:28.42                              | Janet Richardson                     | Verenigde Staten                     | 3:09.16                              |
|        | 8 april 1984      | Bernard Ford                         | Engeland                             | 2:17.01                              | Daniela Tiberti                      | Italië                               | 2:41.40                              |
|        | 24 april 1983     | Giuseppe Gerbi                       | Italië                               | 2:15.11                              | Alba Milana                          | Italië                               | 2:32.57                              |
|        | 14 maart 1982     | Miel Puttemans                       | België                               | 2:09.53                              | Laura Fogli                          | Italië                               | 2:31.08                              |

1982 ·
1983 ·
1984 ·
1985 ·
1986 ·
1987 ·
1988 ·
1989 ·
1990 ·
1991 ·
1995 ·
1996 ·
1997 ·
1998 ·
1999 ·
2000 ·
2001 ·
2002 ·
2003 ·
2004 ·
2005 ·
2006 ·
2007 ·
2008 ·
2009 ·
2010 ·
2011 ·
2012 ·
2013 ·
2014 ·
2015 ·
2016 ·
2017